# Наукалпан
Наукалпан (на испански: Naucalpan) е град в щата Мексико, Мексико. Наукалпан е с население от 792 211 жители (по данни от 2010 г.). Разположен е между 2258 – 3650 м н.в.

## Побратимени градове
- Де Мойн (Айова, САЩ)
- Калгари (Алберта, Канада)